# Codul familiei (România)
Codul familiei a fost legislația care a reglementat, în România,  noțiunile de drept al familiei intre 1 februarie 1954 și 1 octombrie 2011.

## Istoric

### Perioada anterioară codului familiei
In secolul XIX erau în vigoare Legiuirea Caradja în Țara Românească, Codul Calimach în Moldova, și legile austro-ungare în Transilvania (cele din urmă continuând sa se aplice, cu anumite modificări, pentru mai multi ani și după unirea din 1918). Din 1865, a intrat în vigoare Codul Civil din 1865. Acest cod s-a aplicat din 1938 și in Bucovina, din 1943 în Transilvania și din 1945 în Transilvania de Nord.

### Codul familiei in perioada anterioară căderii comunismului
Codul familiei a fost adoptat prin Legea nr. 4 din 4 ianuarie 1953, B.Of. nr. 1/4 ian. 1954, intrand în vigoare la 1 februarie 1954.
A fost modificat și completat prin Legea nr. 4 din 4 aprilie 1956 și republicat în Buletinul Oficial nr. 13 din 18 aprilie 1956. Codul a mai fost amendat în perioada comunismului prin Decretul nr. 779/1966 (publicat în Buletinul Oficial nr. 64 din 8 octombrie 1966), prin Legea nr. 3/1970 (publicată în Buletinul Oficial nr. 70 din 25 iunie 1970) și prin Decretul nr. 174/1974 (publicat în Buletinul Oficial nr. 108 din 1 august 1974). 

### Codul familiei după perioada de după căderea comunismului
După anul 1990, o serie de acte normative au modificat Codul familiei:
- O.U.G. nr. 25/1997;
- Legea 23/1999;
- Decizia nr. 349/2001 a Curții Constituționale;
- Legea nr. 272/2004 privind protecția și promovarea drepturilor copilului;
- Legea nr. 288/2007
- Legea nr. 202/2010 privind unele măsuri pentru accelerarea soluționării proceselor (Legea "micii reforme")
- Legea nr. 119/1996

## Contestare
Pentru mai multe detalii consultați Decizii ale Curții Constituționale a României cu privire la Codul Familiei
O serie de articole ale Codului familiei au fost contestate la Curtea Constituțională, în special art. 1 alin. (2) care preciza că "Statul apără interesele mamei și copilului și manifestă deosebită grija pentru creșterea și educarea tinerei generații". Toate deciziile Curții Constituționale au respins aceste plângeri astfel că respectivul text nu a fost eliminat din lege.

## Abrogare
- Noul Cod civil a modificat radical concepția de ansamblu asupra materiei civile, optând după modelul codurilor civile italian, elvețian și olandez, pentru încorporarea tuturor reglementărilor privitoare la persoane și relațiile de familie în cadrul Codului civil. Prin urmare, o dată cu intrarea în vigoare a noului Cod civil, s-a abrogat Codul Familiei.

Codul familiei este abrogat de Legea nr. 71/2011 pentru punerea în aplicare a Legii 287/2009 privind Codul civil. Legea respectivă cuprinde o serie de norme care sunt menite să asigure compatibilitatea noului cod civil cu celelalte legi în vigoare, la data intrării în vigoare a noului cod civil.